# Никитин, Александр Борисович
Алекса́ндр Бори́сович Ники́тин (4 февраля 1961, Сталинград — 14 января 2021, Волгоград) — советский и российский футболист, нападающий, тренер. Мастер спорта СССР.

## Биография
Родился в Сталинграде. Жил в Дзержинском районе, в Жилгородке. Мама и отец были рабочими, трудились на заводах — Силикатном, затем на Моторном. С 12—13 лет начал заниматься футболом в детской команде «Мотор». Играл на позиции левого полузащитника. Принимал участие в турнире «Кожаный мяч» в составе команды «Мотор», был приглашён в школу СК «Баррикады».
Занимаясь в ДЮСШ СК «Баррикады», стал постепенной привлекаться к тренировкам с командой мастеров «Баррикады». С первого раза закрепиться в главной команде не получилось. В этот момент Никитин получает вызов от тренера команды «Труд» (Волжский). Хорошо проявив себя на учебно-тренировочном сборе, остался в команде, где провёл два сезона. В Волжском играл на позиции левого полузащитника, иногда центрального нападающего.
В 1981 году был возвращён в «Ротор». В этом году помог команде выйти в Первую лигу.
В 1983—1984 годах играл за ростовский СКА, где проходил военную службу. В 1983 году помог команде выйти в Высшую лигу.
В 1985 году вернулся в «Ротор», где провёл свои лучшие годы футбольной карьеры. В 1988 году помог команде выйти в Высшую лигу.
В 1991 году принял приглашение финского клуба «Малакс» из третьего дивизиона, где ему предложили неплохие материальные условия. За два года сыграв около 40 матчей, забил 68 голов. В свободное от игр время тренировал другую местную команду из пятого дивизиона.
В 1993 году вернулся в «Ротор», где стал серебряным призёром чемпионата России. Летом 1993 года находился на просмотре в израильском «Хапоэле» (Хайфа), но из-за смены руководства клуба контракт не был подписан. По окончании сезона 1993 года завершил карьеру игрока.
Всего за «Ротор» Александр Никитин провёл более трёхсот матчей и забил более сотни голов. Вызывался в Олимпийскую сборную и вторую сборную СССР.
После завершения игровой карьеры работал в «Роторе» на различных должностях.
В декабре 2012 года награждён почётным званием «Легенда волгоградского футбола».
Был послом города во время Чемпионата мира по футболу в России .
Скончался 14 января 2021 года. Похоронен на Новом Ворошиловском кладбище Волгограда.
29.09.2022 г. в честь Никитина А.Б. назван футбольный манеж находящийся в городе Волжский Волгоградской области.

## Статистика

### Клубная
| Команда              | Сезон            | Чемпионат        | Чемпионат | Чемпионат | Кубок | Кубок | Итого | Итого |
| Команда              | Сезон            | Уров.            | Игры      | Голы      | Игры  | Голы  | Игры  | Голы  |
| -------------------- | ---------------- | ---------------- | --------- | --------- | ----- | ----- | ----- | ----- |
| Труд (Волжский)      | 1979             | III              | ?         | 4         | —     | —     | ?     | 4     |
| Торпедо (Волжский)   | 1980             | III              | ?         | 6         | —     | —     | ?     | 6     |
| Ротор                | 1981             | III              | 38        | 24        | 5     | 0     | 43    | 24    |
| Ротор                | 1982             | II               | 34        | 6         | 3     | 0     | 37    | 6     |
| Ротор                | Итого            | Итого            | 72        | 30        | 8     | 0     | 80    | 30    |
| СКА (Ростов-на-Дону) | 1983             | II               | 37        | 12        | 2     | 0     | 39    | 12    |
| СКА (Ростов-на-Дону) | 1984             | I                | 28        | 9         | 4     | 1     | 32    | 10    |
| СКА (Ростов-на-Дону) | Итого            | Итого            | 65        | 21        | 6     | 1     | 71    | 22    |
| Ротор                | 1985             | II               | 42        | 22        | 4     | 2     | 46    | 24    |
| Ротор                | 1986             | II               | 42        | 16        | 2     | 0     | 44    | 16    |
| Ротор                | 1987             | II               | 41        | 12        | 6     | 5     | 47    | 17    |
| Ротор                | 1988             | II               | 42        | 22        | 2     | 0     | 44    | 22    |
| Ротор                | 1989             | I                | 27        | 6         | 2     | 0     | 29    | 6     |
| Ротор                | 1990             | I                | 23+2      | 4         | 1     | 0     | 26    | 4     |
| Ротор                | Итого            | Итого            | 219       | 82        | 17    | 7     | 236   | 89    |
| Малакс               | 1991             | III              | ?         | 40        | ?     | ?     | ?     | ?     |
| Малакс               | 1992             | III              | ?         | 28        | ?     | ?     | ?     | ?     |
| Малакс               | Итого            | Итого            | ?         | 68        | ?     | ?     | ?     | 68*   |
| Ротор                | 1993             | I                | 11        | 0         | 1     | 0     | 12    | 0     |
| Всего за карьеру     | Всего за карьеру | Всего за карьеру | 367*      | 211       | 32*   | 8*    | 399*  | 219*  |

Примечание: знаком * отмечены ячейки, данные в которых возможно больше указанных.

## Достижения
- Серебряный призёр чемпионата России: 1993
- Серебряный призёр первой лиги СССР: 1983, 1988
- Чемпион второй лиги СССР: 1981 (3 зона)
- Лучший бомбардир Первой лиги СССР сезона 1988 года
- Лучший бомбардир Первой лиги СССР в составе ФК «Ротор»

## Семья
Сыновья — Андрей(1983-2022)и Олег(1989-2019). Олег в 2008 и 2009 годах выступал на позиции нападающего в ФК «Ротор».